# リバプールサウンド
リバプールサウンドとは、1960年代前半にイギリスで勃興したロックンロールのムーブメントおよびそこから確立したジャンルを指す音楽用語。日本独自の呼称であり、現地ではマージー・ビート（英語: Merseybeat）、ビート・ミュージック（英語: Beat music）、ブリティッシュビート（英語: British beat）などと呼称された。
ロックンロール、ドゥー・ワップ、スキッフル、R&B、ソウル・ミュージックなど様々な既成の音楽が融合され、1960年代中盤まで進化・分化していった。1964年以降、このムーブメントから生まれたバンドが次々とアメリカのポップ・ミュージック界に進出してヒットチャートを賑わせ、第1次ブリティッシュ・インヴェイジョンのリーダー役となった。

## 概要
1950年代後半から、リヴァプール、マンチェスター、バーミンガム、ロンドンといった大都市圏で、廃れつつあったスキッフルに代わる新感覚の音楽を切望する土壌が生まれていた。特に港町のリヴァプールは海の玄関口で海外から多くの労働者が訪れるため、多様な音楽を演奏するパブやレコード店が存在し、そのような環境の下アメリカの大衆音楽ロックンロール、R&B、ブルースに熱中する若者が生まれた。彼らは一時的な流行とは関係なく、彼らにとっての「本物」の音楽を探し求めた。情報源はもっぱら米軍放送や海賊放送などであった。そういった土壌に呼応して、リヴァプールでは当時300を超えるバンドがひしめき合い、ダンス場、コンサート・ホール、クラブなどでプレイしていた。
地域の連帯感とイギリス社会全体からの疎外、経済の停滞による閉塞感など、様々な要因がこの地域における独自のビート・ミュージックの誕生に影響を与え、アメリカから流入する最新のレコード、ギターなどの楽器にいち早く触れられる環境でもあった(貿易制限のためギターの輸入量は限られてはいたが）ことも重なって、リヴァプールのビート・バンド達はバディー・ホリー&ザ・クリケッツをはじめとする同時代のアメリカのグループに大きな影響を受けた。
当時、大衆音楽の配給元はほぼ全てがアメリカだった。そのような状況下で、音楽的僻地・イギリスの白人の若者達であるビートルズが黒人音楽に強く影響されたビート音楽を生み出し、大ヒットを記録したのである。まさに前代未聞の出来事であった。それはファッション・ルックスだけでなく、エレクトリックギターを中心にしたソリッドな演奏に巧みなコーラスワークを加えたバンドスタイル、メンバー自らが作詞作曲を手がける独自の音楽性が真に衝撃的だったからだ。
エド・サリバン・ショー出演で幕を明けたビートルズのアメリカでの驚異的な成功が呼び水となって、ビートルズと同じリヴァプール出身のジェリー&ザ・ペースメイカーズやサーチャーズをはじめ、イギリス各地のバンドが次々とアメリカへと渡った。このため1964年 - 1965年にかけてビルボードのヒットチャートの約半分がイギリスのバンドで占められるという現象が起き、アメリカの音楽業界はこれをブリティッシュ・インヴェイジョン（イギリスの侵略）と呼んだ（詳細は「ブリティッシュ・インヴェイジョン」参照）。ブリティッシュ・インヴェイジョンは、その後のアメリカのフォーク・ロック、ガレージ・ロック、パンクなどに大きな影響を与えた。
この出来事は社会現象として世界中に配信され、日本ではそれをリバプールサウンドと呼んだ。その由来は当時の東芝音楽工業（現EMIミュージック・ジャパン）が1964年に独自に編集した、ビートルズを含む複数のイギリス出身バンドの曲を集めたオムニバスLP「リバプールの若者たち」に由来するといわれている。しかしこれはあくまでも「アメリカでヒットを飛ばしたイギリスのバンド」に対する日本独自の呼称であり、それらのバンドがロンドン出身だろうがマンチェスター出身だろうが関係なくひとまとめにされていた。
ちなみに英米では、特にリヴァプール出身のバンドを指してマージー川に由来するマージービート(Merseybeat)という名称で呼ぶ。ロンドンやマンチェスターなど他地域のバンドも含めた場合はブリティッシュビートという総称で呼ぶのが一般的である。
この時期、リヴァプール以外のバンドでリバプールサウンド（ブリティッシュビート）の波に乗って全国区あるいは世界的な人気を獲得していったのは、マンチェスターのフレディー&ザ・ドリーマーズ、ハーマンズ・ハーミッツ、ホリーズ、バーミンガムのスペンサー・デイヴィス・グループ、ムーディー・ブルース、ニューカッスルのアニマルズ、ベルファストからのゼムなど錚々たる顔ぶれであった。そしてロンドンからはデイヴ・クラーク・ファイヴ、そしてよりブルースに感化されたバンド、ローリング・ストーンズとヤードバーズである。
ビートルズの影響力は世界中に波及し、数年のタイムラグをおいて世界各地で熱狂的なビートバンドブームが起きた。1967年 - 1969年にかけて日本中を席巻したGS（グループ・サウンズ）もその一環である。それまでアメリカ主導だった音楽エンターテイメントは、このブームを境に英米二極型へと大きく変貌を遂げることになった。そして外貨を稼いだビートルズにMBE勲章を授けたイギリスはこれ以降、ロックを最大の輸出商品としていくのである。
しかし1966年頃には、ビート音楽は時代遅れになっていった。生き残ったバンドはビートルズを先頭に、サイケデリックでプログレッシブな方向、あるいはよりブルースを突き詰める方向へと進化していった。1967年頃には、音楽業界の情報の共有化も進み世界的に共通なスタイルが流行するようになって、ブリティッシュ・インヴェイジョンも終焉を迎えた。

### 主要ミュージシャン
- ビートルズ
- ローリング・ストーンズ
- ザ・フー
- ヤードバーズ
- キンクス
- ジェリー&ザ・ペースメイカーズ
- アニマルズ
- ゾンビーズ
- デイヴ・クラーク・ファイヴ
- ハーマンズ・ハーミッツ
- ホリーズ
- サーチャーズ
- スウィンギング・ブルー・ジーンズ
- フレディ&ザ・ドリーマーズ
- マンフレッド・マン
- ピーター&ゴードン

### 代表曲
- シー・ラヴズ・ユー /ビートルズ（リヴァプール）
- 朝日のあたる家 /アニマルズ（ニューキャッスル）
- バス・ストップ /ホリーズ（マンチェスター）
- ビコーズ /デイヴ・クラーク・ファイヴ（ロンドン）
- 朝からごきげん /ハーマンズ・ハーミッツ（マンチェスター）
- 恋のテクニック /ジェリー&ザ・ペースメイカーズ（リヴァプール）
- ヒッピー・ヒッピー・シェイク/スウィンギング・ブルー・ジーンズ（リヴァプール）
- 愛なき世界 /ピーター&ゴードン（ロンドン）
- 好きなんだ /フレディ&ザ・ドリーマーズ（マンチェスター）
- シーズ・ノット・ゼア /ゾンビーズ（ロンドン）
- ドゥワ・ディディ・ディディ /マンフレッド・マン（ロンドン）